# Seksualna privlačnost
Seksualna privlačnost je privlačnost na temelju seksualne želje ili kvalitete pobuđivanja takvog interesa. To je sposobnost pojedinca, da privuče seksualne interese drugih ljudi te je čimbenik u odabiru spolnog odnosa ili izboru partnera. 
Privlačnost može biti u fizičkim ili drugim kvalitetama ili osobinama osobe. Može biti, između ostalog, estetika, pokreti neke osobe, njezin glas, miris i dr. Privlačnost može biti pojačana nečijom odjećom, nakitom, šminkom ili stilom. Na to mogu utjecati individualni genetski, psihološki ili kulturološki čimbenici. Seksualna privlačnost je također odgovor na drugu osobu koji ovisi o kombinaciji osobina osobe i o kriterijima osobe koju privlači.
To je u velikoj mjeri subjektivna pojava, koja ovisi o interesu, percepciji druge osobe i seksualnoj orijentaciji. Aseksualnost se odnosi na one koji ne doživljavaju seksualnu privlačnost niti za jedan spol, iako mogu imati romantičnu privlačnost ili neusmjeren libido. Privlačnost uključuje čimbenike kao što su: fizička ili psihološka sličnost, bliskost, komplementarnost, uzajamne naklonosti i dr.
Sposobnost osobe, da bude drugima seksualno privlačna, koristi se u oglašavanju, na filmu i u drugim vizualnim medijima, kao i u manekenstvu i drugim zanimanjima.
U evolucijskom smislu, postoji hipoteza da žene pokazuju različita ponašanja i želje u razdobljima svog menstrualnoga ciklusa, kao način da se osigura da privuku visoko kvalitetnoga partnera s kojim će imati spolni odnos tijekom svog najplodnijeg doba. Razina hormona tijekom menstrualnoga ciklusa utječe na otvoreno ponašanje žene, utječući na način na koji se žena predstavlja drugima u fazama svog menstrualnoga ciklusa, u pokušaju da privuče visoko kvalitetne partnere što je bliže ovulaciji.